# 25-й домобранский Загребский пехотный полк
25-й домобранский Загребский пехотный полк (хорв. 25. domobranska zagrebačka pješačka pukovnija, нем. Zagraber Landwehr-Infanterie-Regiment Nr.25, венг. Zágrábi 25. honvéd gyalogezred) — пехотный полк Королевского хорватского домобранства, вооружённых сил Королевства Хорватии и Славонии, входивших в Вооружённые силы Австро-Венгрии. Штаб-квартира полка располагалась в Загребе, там же располагались штабы 1-го и 3-го батальона, а штаб 2-го батальона был в Вараждине.

## История
25-й домобранский Загребский пехотный полк был образован в 1889 году на основе 25-й пехотной полубригады, которая, в свою очередь, была создана в 1874 году на основе 79-й, 80-й и 83-й домобранских рот. В 1914 году командование полком принял полковник австро-венгерской армии Анте Матасич, в том же году полк включили в 42-ю домобранскую «дьявольскую» пехотную дивизию. В дивизии было 14 тысяч человек, командовал ею генерал-полковник Стефан Саркотич. Это воинское формирование было одним из крупнейших формирований за всю историю Хорватии.
25-й полк начал свой боевой путь на сербском фронте в Среме, участвуя в первых боях Первой мировой войны: участвовал в Церской и Колубарской битвах против сербской армии, потерпев сокрушительные поражения. С 1915 года действовал в Галиции против Русской императорской армии; штаб располагался в деревне Глыбовка (Hlebovka), понёс тяжёлые потери вследствие русского наступления летом 1916 года. В начале 1918 года полк как часть дивизии был брошен в Италию, где и продолжал службу до конца войны. В 1915 году дивизия отличилась в боях с черногорской армией и помогла австро-венграм занять Черногорию. На Дрине полк участвовал в боях против сербов, оказав помощь 5-й австро-венгерской армии и позволив ей продвинуться к Валево, а вскоре австрийцами был взят Бачиновац, несмотря на численное превосходство сербов.
В декабре 1918 года части 25-го полка, пользуясь неразберихой в разваливающейся Австро-Венгрии, вступили в бои с венгерскими войсками за Меджимурье и выбили их оттуда. В тех боях на стороне Хорватского домобранства сражались 25-й и 26-й домобранские пехотные полки, а также 53-й и 96-й пехотные полки Единой армии.

## Конец полка
В 1918 году было образовано Государство словенцев, хорватов и сербов, и начался процесс роспуска Королевского хорватского домобранства. 5 декабря 1918 в 13 часов солдаты 25-го домобранского пехотного полка вышли на Площадь бана Йосипа Елачича в Загребе, протестуя против роспуска домобранства. Вместе с гражданами они подняли несколько хорватских флагов, выкрикивая слова «Республика» и «Хорватия». Однако с крыш внезапно по протестующим открыли огонь из ружей и пулемётов. В результате стрельбы погибло 13 человек и было ранено 17.
В начале 1919 года всё же были упразднены 25-й и 26-й пехотные полки домобранства, а их солдаты продолжили в большинстве своём службу в Югославской королевской армии. По данным писателя Мирослава Крлежи, который служил в полку, 25-й полк потерял только убитыми 14 тысяч солдат (26-й полк потерял убитыми 20 тысяч, а 53-й — 18 тысяч), однако точные данные по убитым и раненым до сих пор не установлены. Архивы с данными о солдатах Хорватского домобранства хранятся в Вене, Будапеште и Белграде.

## Состав
По состоянию на 1914 год национальный состав полка был следующим: 97 % хорватов и сербов, 3 % иных народностей Австро-Венгрии.

## Известные военнослужащие
- Иосип Броз Тито[15][16]: сержант полка. Во время Галицийской битвы попал в плен к русским.
- Мирослав Крлежа[17]: офицер запаса. Свои воспоминания отразил в романе «Знамёна» (1969).
- Иван Томашевич: капитан полка. Позднее служил в Югославской королевской армии (полковник) и Домобранстве НГХ (генерал).